# Alexandre Malinov
 (décembre 2015).
Si vous disposez d'ouvrages ou d'articles de référence ou si vous connaissez des sites web de qualité traitant du thème abordé ici, merci de compléter l'article en donnant les références utiles à sa vérifiabilité et en les liant à la section « Notes et références ».
Alexandre Pavlov Malinov (en bulgare : Александър Павлов Малинов), né le 3 mai 1867 à Pandaklia (ru) dans le gouvernement de Bessarabie (Empire russe) et mort le 20 mars 1938 à Sofia (Bulgarie), est un homme politique bulgare.
Leader de longue date du Parti démocratie, il occupe le poste de président du Conseil des ministres  dans 5 gouvernements différents entre 1908 et 1931.
Il est aussi ministre des Affaires étrangères et religieuses du royaume de Bulgarie. Libéral, Malinov est connu pour son soutien au rapprochement avec la Russie et pour s'être farouchement opposé aux liens économiques croissants avec l'Allemagne. Il exhorte Vassil Radoslavov à suivre une politique de neutralité après le déclenchement de la Première Guerre mondiale, craignant que l'Allemagne n'exploite les ressources bulgares pour son propre effort de guerre.